# Cœur léger, cœur lourd

Cœur léger, cœur lourd (Am Hang) est un téléfilm suisse, réalisé par Markus Imboden, et diffusé en 2013.

## Synopsis
Felix se trouve sur une pente. Maintenant, il n'a qu'une seule chose en tête : Valérie - sa femme -, qui l'a quitté. Il remonte à l'endroit de la séparation finale. L'ex-amant de Valérie, Thomas, est aussi ici, mais pas à cause des vieux souvenirs. Par coïncidence, les deux hommes se rencontrent dans un restaurant. Lorsque Felix est conscient de qui il a rencontré, commence une confusion dramatique.  

## Fiche technique
- Titre allemand : Am Hang
- Réalisation : Markus Imboden
- Scénario : Klaus Richter, Markus Imboden et Markus Werner
- Photographie : Rainer Klausmann
- Musique : Benedikt Jeger
- Durée : 91 min
- Date de diffusion :
  -  France : 13 juin 2014 sur Arte

## Distribution
- Henry Hübchen (V.F. : Hervé Jolly) : Felix
- Martina Gedeck (V.F. : Frédérique Tirmont) : Valerie / Bettina
- Maximilian Simonischek (V.F. : Serge Faliu) : Thomas
- Sophie Hutter : Eva Nirak
- Ernst C. Sigrist : le neurologue
- Martin Hug : le garçon d'hôtel
- Regula Imboden : Richterin
- Roland Bonjour : Klavierstimmer
- Adrian Mocka : Kellner
- Davide Rotondo : le réceptionniste

Sources V. F. : Carton de doublage Arte